# دودلي بيركنز (موسيقي)
دودلي بيركنز (بالإنجليزية: Dudley Perkins) هو موسيقي وكاتب أغاني أمريكي، ولد في القرن العشرين في أوكسنارد في الولايات المتحدة.

## وصلات خارجية
- الموقع الرسمي
- دادلي بيركنز على موقع ميوزك برينز (الإنجليزية)
- دادلي بيركنز على موقع ميوزك برينز (الإنجليزية)
- دادلي بيركنز على موقع أول ميوزيك (الإنجليزية)
- دادلي بيركنز على موقع أول ميوزيك (الإنجليزية)
- دادلي بيركنز على موقع ديسكوغز (الإنجليزية)
- دادلي بيركنز على موقع ديسكوغز (الإنجليزية)